# Терський округ
Терський округ — адміністративно-територіальна одиниця Північно-Східної області (з листопада 1924 року —  Північнокавказького краю), що існувала в 1924-1930 роках.
Був утворений 2 червня 1924 року. Центром округу було назначене місто П'ятигорськ.
З 1924 по 1928 роки округ був поділений на 16 районів: Олександрійський, Арзгірський, Архангельський, Воронцово-Олександрівський, Георгіївський, Гірчоводський, Єсентуцький, Кисловодський, Лєвокумський, Мінералводський, Моздоцький, Наурський, Прикумський, Прохладський, Степновський та Суворівський. У 1928 році було скасовано Олександрійський, Лєвокумський, Наурський та Суворівський райони. Ще через рік було скасовано Архангельський, Гірчоводський, Кисловодський та Степновський.
30 липня 1930 року Терський округ, як і більшість інших адміністративно-територіальних одиниць СРСР, був ліквідований. Його райони відійшли в пряме підпорядкування Північнокавказького краю. 
Населення округу в 1926 році склададало 641,6 тисяч осіб. Із них росіян — 58,5 %; українців — 30,3 %; вірмен — 3,3 %; німців — 2,8 %; осетинів — 1,1 %.